# Dentro la notizia - Broadcast News
Dentro la notizia - Broadcast News (Broadcast News) è un film del 1987 diretto da James L. Brooks, con William Hurt, Albert Brooks e Holly Hunter.

## Trama
Nella città di Washington, in una rete televisiva lavorano con passione tre giovani giornalisti, ciascuno aventi capacità e caratteristiche proprie: Jane Craig, non bella ma simpatica, volitiva, brillante news-producer, con doti di manager non comuni, Aaron Altman, molto preparato professionalmente, geniale, tanto preciso quanto impacciato nell'apparire davanti al pubblico, e Tom Grunick, affascinante, disinvolto con i colleghi e davanti ai telespettatori, ambizioso, opportunista, ma con una preparazione culturale non eccellente.
Fra i tre si intrecciano vari rapporti, Jane è molto amica di Aaron col quale lavora all'unisono da molto tempo e fra i due, entrambi insoddisfatti, ci sono una solidarietà e un affetto profondo; Tom si inserisce tra loro, attratto dalla straordinaria personalità e dall'apparente sicurezza di Jane che riconosce superiore, ed inizia a farle la corte. Lei lo respinge pur sentendo per lui uno strano trasporto. Intanto Jane sta riscuotendo sempre più consensi sul lavoro e Tom col suo aiuto ha successo come anchorman. Anche il potente, affermato, quasi inaccessibile presentatore-boss Bill lo apprezza e si congratula con lui.
Aaron invece è in crisi: appare in una trasmissione televisiva e si lascia letteralmente sommergere dall'ansia e dal nervosismo e non riesce a dimostrare le sue notevoli capacità. Jane lo incoraggia, ma al contempo si allontana da lui perché sente ormai di amare Tom il quale è sempre più invaghito di lei. Il lavoro accomuna i tre, ma i sentimenti li separano in modo definitivo. L'azienda televisiva attraversa un periodo di crisi ed è costretta a licenziare varie persone: presentendo la fine prossima, Aaron si licenzia da solo e se ne va in un'altra rete televisiva più modesta ma più sicura per lui. Jane viene promossa sul lavoro e Tom viene trasferito a Londra per un incarico più prestigioso. Sette anni dopo, i tre amici si ritrovano: Jane ha forse un amore in vista, ma non ne è molto sicura, Aaron, sposato con un figlio e Tom ha appena ritirato l'ennesimo riconoscimento professionale.

## Riconoscimenti
- 1988 - Premio Oscar
  - Candidatura Miglior film a James L. Brooks
  - Candidatura Miglior attore protagonista a William Hurt
  - Candidatura Miglior attrice protagonista a Holly Hunter
  - Candidatura Miglior attore non protagonista a Albert Brooks
  - Candidatura Migliore sceneggiatura originale a James L. Brooks
  - Candidatura Migliore fotografia a Michael Ballhaus
  - Candidatura Miglior montaggio a Richard Marks
- 1988 - Golden Globe
  - Candidatura Miglior film commedia o musicale
  - Candidatura Migliore regia a James L. Brooks
  - Candidatura Miglior attore in un film commedia o musicale a William Hurt
  - Candidatura Migliore attrice in un film commedia o musicale a Holly Hunter
  - Candidatura Migliore sceneggiatura a James L. Brooks
- 1988 - Festival di Berlino
  - Orso d'argento per la migliore attrice a Holly Hunter
  - Candidatura Orso d'oro a James L. Brooks
- 1987 - National Board of Review Award
  - Miglior attrice protagonista a Holly Hunter
- 1987 - Los Angeles Film Critics Association Award
  - Miglior attrice protagonista a Holly Hunter
- 1988 - Boston Society of Film Critics Award
  - Miglior attore protagonista a Albert Brooks
  - Miglior attrice protagonista a Holly Hunter
  - Migliore sceneggiatura a James L. Brooks
- 1987 - New York Film Critics Circle Award
  - Miglior film
  - Migliore regia a James L. Brooks
  - Miglior attrice protagonista a Holly Hunter
  - Miglior attore protagonista a Jack Nicholson
  - Migliore sceneggiatura a James L. Brooks

Nel 2000 l'American Film Institute l'ha inserito al 64º posto della classifica delle cento migliori commedie americane di tutti i tempi. Nel 2018 è stato scelto per la conservazione nel National Film Registry della Biblioteca del Congresso degli Stati Uniti